# Шотландская футбольная ассоциация
Шотландская футбольная ассоциация (англ. Scottish Football Association, SFA, The Scottish FA) — руководящий орган шотландского футбола, в обязанности которого входит осуществление контроля и управления данным видом спорта в стране, также на него возложены функции развития футбола в государстве.
Членами ШФА являются клубы Шотландии и региональные футбольные организации. Ассоциация была основана в 1873 году, что делает её вторым старейшим (после английского) национальным футбольным союзом в мире. В 1910 году ШФА вступила в ФИФА, а в 1954 году стала одной из 25 основательниц УЕФА. Штаб-квартира ассоциации расположена в крупнейшем городе Шотландии — Глазго, на стадионе «Хэмпден Парк». Там же находится подведомственный ШФА Музей шотландского футбола.
Ассоциация отвечает за организацию и проведение матчей национальной сборной Шотландии, поединков Кубка страны.

## История создания
В середине 60-х годов XIX века в Шотландии начали зарождаться первые футбольные клубы. Игра быстро развивалась, но в стране не было консолидированной структуры проведения соревнований — матчи между коллективами игрались нерегулярно и бессистемно. В 1873 году в газете города Глазго появилась заметка об инициативе старейшего клуба Шотландии, «Куинз Парка», по созданию организации, способной взять на себя все административные заботы организации матчей. 13 марта того же года состоялась встреча представителей семи футбольных коллективов страны («Куинз Парк», «Клайдсдейл», «Вейл оф Ливен», «Дамбрек», «Терд Ланарк», «Истерн» и «Гренвилль»). Клуб «Килмарнок» известил участников по почте, что не сможет прислать своё доверенное лицо, однако готов принять любое решение, принятое на форуме. По итогам встречи восемь клубов-участников встречи постановили основать Шотландскую футбольную ассоциацию: 
Сегодня, в тринадцатый день марта 1873 года восемь футбольных коллективов Шотландии постановили:
1. основать Шотландскую футбольную ассоциацию для координации, консолидации и развития футбола страны;
2. за образец взять правила и принципы английской Футбольной ассоциации;
3. создать комитет по разработке регламентов и правил проведения футбольных соревнований в стране.

## Руководство
Де-юре руководителем Шотландской футбольный ассоциации является президент, но по факту главное лицо ШФА — это исполнительный директор. В его ведении находятся слежение за развитием шотландского футбола, решение административно-дисциплинарных вопросов, организация и проведение матчей национальной сборной страны. Также исполнительный директор владеет правом на назначение или увольнение главного тренера первой команды Шотландии.

Логотип до конца 2012 года

С 1882 года Ассоциацией руководили восемь исполнительных директоров:
| Имя            | Начало работы | Завершение работы | Продолжительность работы |
| -------------- | ------------- | ----------------- | ------------------------ |
| Джон Макдоуэлл | 1882          | 1928              | 46 лет                   |
| Джордж Грэм    | 1928          | 1957              | 29 лет                   |
| Вилли Аллан    | 1957          | 1977              | 20 лет                   |
| Эрни Уокер     | 1977          | 1990              | 13 лет                   |
| Джим Ферри     | 1990          | 1999              | 9 лет                    |
| Дэвид Тейлор   | 1999          | 2007              | 8 лет                    |
| Гордон Смит    | 2007          | 2010              | 3 года                   |
| Стюарт Риган   | 2010          | настоящее время   |                          |

## Сферы контроля

### Сборная Шотландии
Помимо обязанностей по контролю за первой сборной Шотландии, Ассоциация управляет и всеми остальными национальными командами страны — второй, молодёжной, (до 19 лет), (до 17 лет), первой женской и молодёжной женской.

### Клубные соревнования
Под контролем ШПФА также находится проведение Кубка Шотландии и Юношеского кубка страны. Несмотря на то, что Премьер-лига и Футбольная лига не подчиняются Ассоциации, на неё возложены функции назначения главных арбитров на поединки этих турниров.

Щит (1953–)

## Структура ШПФА

### Региональные отделения ассоциации
Шотландская футбольная ассоциация для контроля за региональным футболом создала шесть отделений, поделённых по географическому признаку:
- Шотландская футбольная ассоциация западного региона
- Шотландская футбольная ассоциация юго-западного региона
- Шотландская футбольная ассоциация северного региона
- Шотландская футбольная ассоциация юго-восточного региона
- Шотландская футбольная ассоциация центрального региона
- Шотландская футбольная ассоциация восточного региона

Также: Футбольная ассоциация Шетландских островов (Shetland Football Association), входит в Шотландскую любительскую футбольную ассоциацию (Scottish Amateur Football Association, SAFA); см. Шетландские острова.

### Локальные ассоциации
В региональные отделения не входят локальные ассоциации — организации, созданные в крупных городах и областях Шотландии:
- Шотландская футбольная ассоциация Абердиншира
- Восточная шотландская футбольная ассоциация
- Шотландская футбольная ассоциация Файфа
- Шотландская футбольная ассоциация Форфаршира
- Шотландская футбольная ассоциация Глазго
- Северная шотландская футбольная ассоциация
- Южная шотландская футбольная ассоциация
- Шотландская футбольная ассоциация Стерлингшира
- Западная шотландская футбольная ассоциация

### Аффилированные ассоциации
ШФА реализует различные административные вопросы через шесть дочерних аффилированных ассоциаций, разделённых по принадлежности к тому или иному направлению деятельности:
- Шотландская ассоциация любительского футбола
- Шотландская ассоциация молодёжного футбола
- Шотландская ассоциация школьного футбола
- Шотландская ассоциация юношеского футбола
- Шотландская ассоциация женского футбола
- Шотландская благотворительная футбольная ассоциация